# Умурброгал
Умурброгал — название скалы, находящейся в центре острова Пелелиу. Состоит из коралловых отложений и изобилует пещерами. Известна в США как кряж «Кровавый Нос». В годы Второй мировой войны была переоборудована в укреплённый район, использовавшийся японцами в ходе битвы за Пелелиу.